# إيرنيستو غيرا دا كال
إيرنيستو غيرا دا كال (بالإسبانية: Ernesto Guerra da Cal)‏ هو كاتب مقالات وشاعر إسباني، ولد في 19 ديسمبر 1911 في فيرول في إسبانيا، وتوفي في 28 يوليو 1994 في لشبونة في البرتغال.